# Lilangeni
Der Lilangeni (Plural: Emalangeni) ist die Währung von Eswatini und wird ausgegeben von der Central Bank of Eswatini (Siswati Umntsholi Wemaswati). In der Praxis geht es meist um mehr als einen Lilangeni, was zur Folge hat, dass bei Preisangaben fast ausschließlich der mit E abgekürzte Plural Emalangeni Verwendung findet. Ein Lilangeni unterteilt sich in 100 Cents, die kleinste gültige Münze ist 10 Cent. Der ISO-Code ist SZL.
Eswatini bildet mit der Republik Südafrika, Namibia und Lesotho die Common Monetary Area. Alle Währungen dieser Länder (Südafrikanischer Rand, Namibia-Dollar, Lesothischer Loti und der Lilangeni) sind 1:1 aneinander gekoppelt. Der Rand wird allgemein in Eswatini als gesetzliches Zahlungsmittel akzeptiert, jedoch ist der Lilangeni in den anderen Staaten kein gesetzliches Zahlungsmittel und wird nicht allgemein akzeptiert.
Bis zum 5. September 1974 entsprach ein Lilangeni 25 Luhlanga zu je 100 Cent.
Die Münzen von 1974 gab es in 1, 2, 5, 10, 20, 50 Cents und 1 Lilangeni. Keine der Münzen war rund, außer der 1 Lilangeni Münze. 1982 und 1986 wurden die Münzen verändert, 1995 wurden die 2 und 5 Emalangeni-Münzen eingeführt. Im Jahr 2016 wurden alle vorherigen Münzen eingezogen und für ungültig erklärt, dafür wurde eine neue Serie von Münzen in der Stückelung 10, 20, 50 Cents, sowie 1, 2, 5 Emalangeni ausgegeben. Alle neuen Münzen sind rund, zeigen aber in der Abbildung noch die alten Münzformen.
Banknoten existieren in den Werten von 10, 20, 50, 100 und 200 Emalangeni. Die Serie von 2010 in den Werten 10, 20 und 50 Emalangeni besteht aus Hybridbanknoten, sie tragen auf beiden Seiten Central Bank of Swaziland als ausgebendes Geldinstitut. Auf allen gültigen Banknotenserien ist auf der Vorderseite König Mswati III. abgebildet. 2018 wurde eine neue Notenserie mit Werten von 100 und 200 Emalangeni ausgegeben. Ebenfalls im Jahr 2018 wurde der Staat in Eswatini umbenannt, ebenso die Zentralbank. Die neuen Banknoten tragen Umntsholi Wemaswati auf der Vorderseite und auf der Rückseite weiterhin Central Bank of Swaziland. Im April 2021 wurde eine neue Version der 50 Emalangeni-Banknote eingeführt, diese trägt nun die Aufschrift Central Bank of Eswatini, die bisherige Banknotenserie bleibt weiterhin gültig.